# Diócesis de Tlaxcala
La diócesis de Tlaxcala (en latín: Dioecesis Tlaxcalensis) es una circunscripción eclesiástica de la Iglesia católica en México. Se trata de una diócesis latina, sufragánea de la arquidiócesis de Puebla de los Ángeles. Desde el 15 de junio de 2017 su obispo es Julio César Salcedo Aquino, de los Misioneros de San José de México.

## Territorio y organización

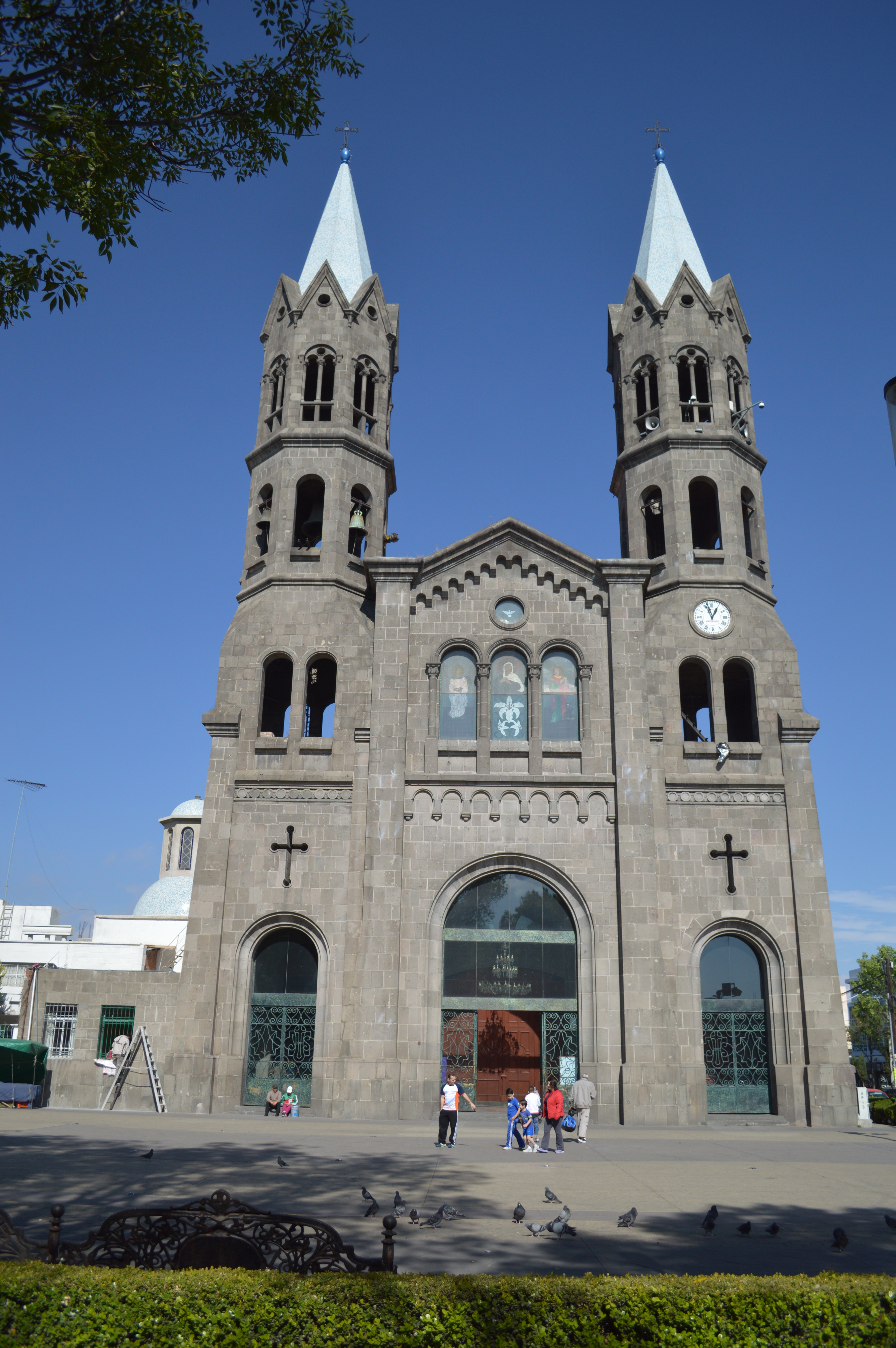
Basílica de la Virgen de la Merced, en Apizaco

La diócesis tiene 4060 km² y extiende su jurisdicción sobre los fieles católicos de rito latino residentes en el estado de Tlaxcala. Pertenece a la Zona Pastoral de Oriente.

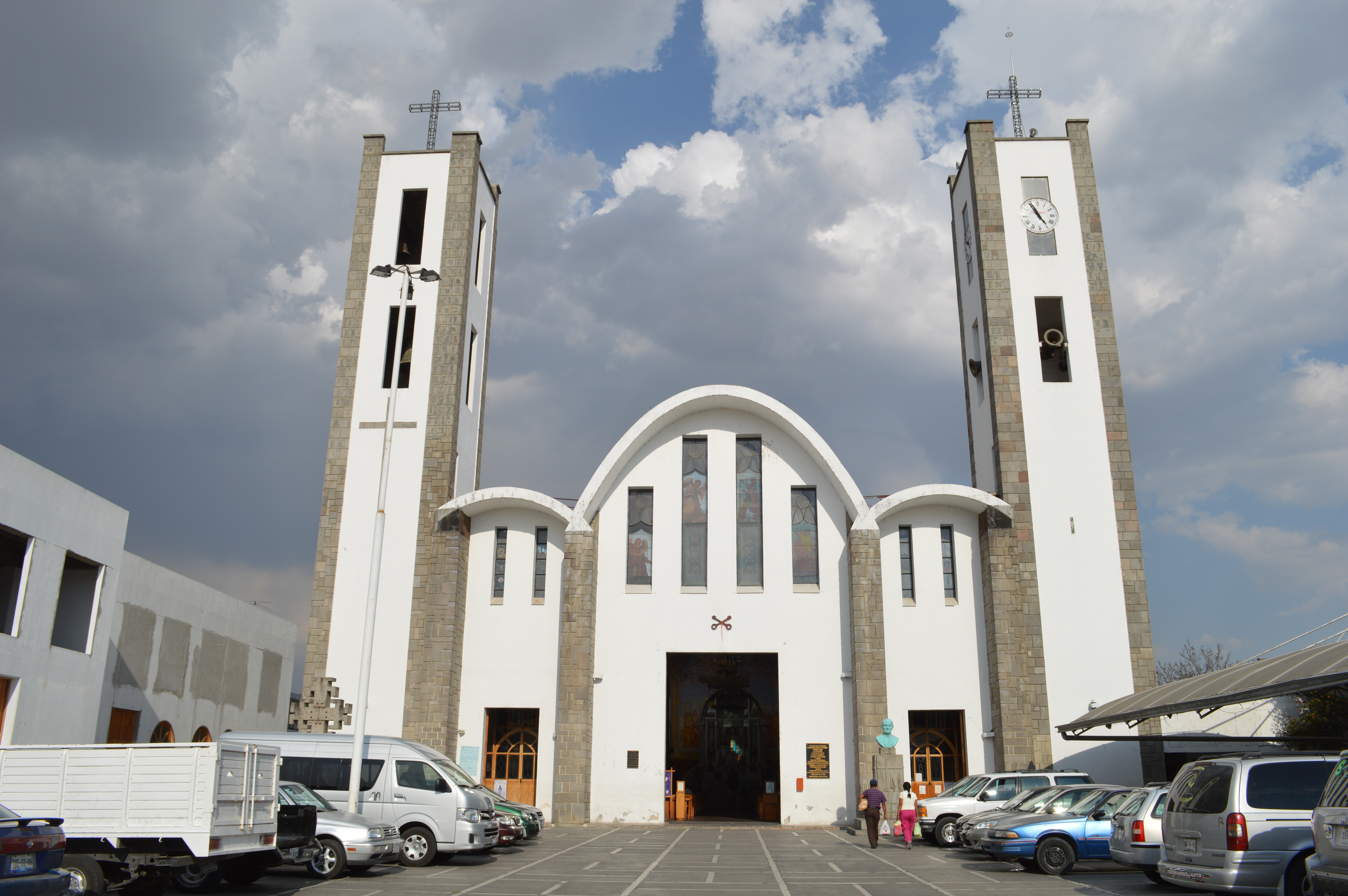
Basílica de Nuestra Señora de la Caridad, en Huamantla

La sede de la diócesis se encuentra en la ciudad de Tlaxcala de Xicohténcatl, en donde se halla la Catedral de Nuestra Señora de la Asunción y la excatedral de San José (hasta 1975). Cerca de la actual catedral se encuentran las ruinas de una iglesia anterior, también llamada así por la Asunción de la Virgen María, que fue catedral de la actual arquidiócesis de Puebla de los Ángeles de 1525 a 1543. También existen tres basílicas menores en el territorio diocesano: la basílica de la Virgen de la Misericordia en Apizaco, la basílica de Nuestra Señora de la Caridad, en Huamantla, y la basílica de Nuestra Señora de Ocotlán, en Tlaxcala de Xicohténcatl.

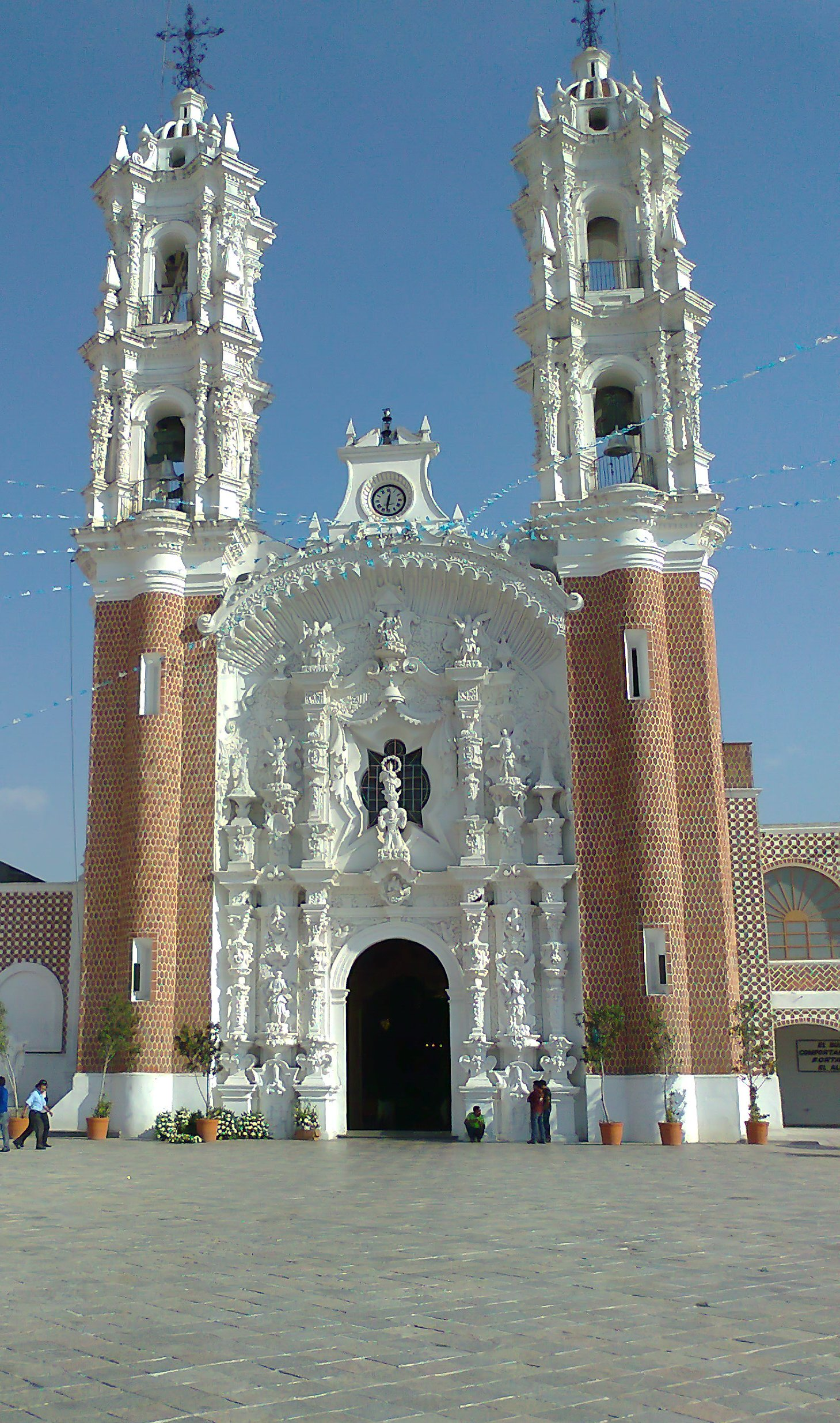
Basílica de Nuestra Señora de Ocotlán, en Tlaxcala de Xicohténcatl

En 2020 en la diócesis existían 82 parroquias agrupadas en 7 decanatos: Natívitas, Tlaxcala, Calpulalpan, Huamantla, Chiautempan, Zacatelco y Apizaco.

## Historia
La diócesis Carolensis (en homenaje al emperador Carlos V), fue erigida el 24 de enero de 1519 por el papa León X con la bula Sacri apostolatus ministerio. El fraile dominico Julián Garcés fue elegido obispo, teniendo como sede la ciudad de Santa María de los Remedios en la isla de Yucatán (lo cual se suponía era una isla), pero al no existir poblaciones ni iglesias quedó sin efecto. El 13 de octubre de 1525 el papa Clemente VII expidió la bula Devotionis tuae probata sinceritas por la que dispuso: Translatio sedis episcopalis in oppidum Tenuxtitilan approbatur (se aprueba el traslado de la sede episcopal a la localidad de Tenuxtitilan, es decir a Tenochtitlan). En el texto no aparece el nombre de Tlaxcala, sin embargo, este cambio tampoco se hizo efectivo, entonces se tomó la decisión de erigir una diócesis en la ciudad de Tlaxcala como sufragánea de la archidiócesis de Sevilla (España).
Julián Garcés arribó a la ciudad de Tlaxcala el 19 de octubre de 1527 erigiendo la pequeña iglesia franciscana de la Asunción como catedral con el título de Santa María de la Purísima Concepción. Fray Julián Garcés fundó junto con fray Toribio de Benavente (Motolinia) y sus once compañeros franciscanos los conventos de Huejotzingo, Cholula, Tepeaca y Huaquechula. La sede episcopal cambió de la ciudad de Tlaxcala a la ciudad de Puebla en 1543, a pesar de esto, la diócesis continuó llamándose diócesis de Tlaxcala (Dioecesis
Tlaxcalensis) hasta que en 1903 se convirtió en arquidiócesis de Puebla de los Ángeles. 
La actual diócesis de Tlaxcala fue erigida el 23 de mayo de 1959 con la bula Christianorum gregem del papa Juan XXIII, obteniendo el territorio de las arquidiócesis de México y de Puebla de los Ángeles. Luis Munive Escobar fue su primer obispo. Tras su fallecimiento en 2000, en 2001 el papa Juan Pablo II nombró obispo a Jacinto Guerrero Torres, quien murió en diciembre de 2006.
En 1962 se estableció el seminario episcopal.
El 16 de abril de 2016 el papa Francisco, nombró a Francisco Moreno Barrón, como arzobispo de Tijuana, quedando vacante la diócesis hasta una nueva designación.

## Estadísticas
Según el Anuario Pontificio 2021 la diócesis tenía a fines de 2020 un total de 1 192 700 fieles bautizados.
| Año                                                                             | Población            | Población | Población      | Sacerdotes | Sacerdotes    | Sacerdotes    | Bautizados por sacerdote | Diáconos permanentes | Religiosos | Religiosos | Parroquias |
| Año                                                                             | Bautizados católicos | Total     | % de católicos | Total      | Clero secular | Clero regular | Bautizados por sacerdote | Diáconos permanentes | Varones    | Mujeres    | Parroquias |
| ------------------------------------------------------------------------------- | -------------------- | --------- | -------------- | ---------- | ------------- | ------------- | ------------------------ | -------------------- | ---------- | ---------- | ---------- |
| 1966                                                                            | 360 000              | 370 000   | 97.3           | 79         | 63            | 16            | 4556                     |                      |            | 125        | 42         |
| 1970                                                                            | ?                    | 416 608   | ?              | 81         | 65            | 16            | ?                        |                      | 20         | 176        | 42         |
| 1976                                                                            | 576 000              | 600 000   | 96.0           | 93         | 69            | 24            | 6193                     |                      | 34         | 92         | 46         |
| 1980                                                                            | 629 000              | 641 000   | 98.1           | 92         | 79            | 13            | 6836                     |                      | 23         | 125        | 48         |
| 1990                                                                            | 609 000              | 691 000   | 88.1           | 120        | 100           | 20            | 5075                     |                      | 40         | 245        | 60         |
| 1999                                                                            | 885 430              | 952 076   | 93.0           | 149        | 129           | 20            | 5942                     | 1                    | 27         | 295        | 64         |
| 2000                                                                            | 899 053              | 968 342   | 92.8           | 140        | 120           | 20            | 6421                     | 1                    | 42         | 371        | 64         |
| 2001                                                                            | 898 000              | 968 342   | 92.7           | 149        | 129           | 20            | 6026                     | 1                    | 36         | 372        | 64         |
| 2002                                                                            | 846 877              | 962 646   | 88.0           | 140        | 125           | 15            | 6049                     | 1                    | 21         | 360        | 62         |
| 2003                                                                            | 989 000              | 1 025 015 | 96.5           | 156        | 132           | 24            | 6339                     | 1                    | 34         | 361        | 62         |
| 2004                                                                            | 990 020              | 1 040 111 | 95.2           | 159        | 137           | 22            | 6226                     | 1                    | 32         | 359        | 64         |
| 2010                                                                            | 1 055 000            | 1 077 000 | 98.0           | 170        | 149           | 21            | 6205                     | 1                    | 37         | 352        | 76         |
| 2014                                                                            | 1 078 327            | 1 184 975 | 91.0           | 160        | 143           | 17            | 6739                     |                      | 19         | 201        | 74         |
| 2017                                                                            | 1 158 680            | 1 295 175 | 89.5           | 160        | 140           | 20            | 7241                     | 1                    | 22         | 167        | 75         |
| 2020                                                                            | 1 192 700            | 1 325 700 | 90.0           | 175        | 153           | 22            | 6815                     | 1                    | 23         | 168        | 82         |
| Fuente: Catholic-Hierarchy, que a su vez toma los datos del Anuario Pontificio. |                      |           |                |            |               |               |                          |                      |            |            |            |

## Episcopologio
- Luis Munive Escobar † (13 de junio de 1959-10 de febrero de 2001 relevado)
- Jacinto Guerrero Torres † (10 de febrero de 2001 por sucesión-27 de diciembre de 2006 falleció)
- Francisco Moreno Barrón (28 de marzo de 2008-16 de junio de 2016 nombrado arzobispo de Tijuana)
- Julio César Salcedo Aquino, M.J., desde el 15 de junio de 2017[8]